# Заболонков, Андрей Евгеньевич
Андрей Евгеньевич Заболонков (20 января 1995) — российский футболист, игрок в мини-футбол. Выступает за футзальный клуб КПРФ.

## Биография
Андрей Заболонков является воспитанником мини-футбольного клуба «Дина» (выпуск 2013 года). Имеет высшее образование, факультет менеджмента Института государственного и муниципального управления. За основной состав «Дины» дебютировал в сезоне 2012/13. В том же сезоне за дублирующий состав клуба Заболонков забил 18 голов в 26 матчах. Вместе с «Диной» Заболонков стал чемпионом и обладателем Кубка России.
Сезон 2017/18 Заболонков провёл за питерский «Политех», после чего в сезоне-2018/19 перешёл в клуб «Динамо-Самара», с которым завоевал «бронзу» чемпионата России.

## Достижения
Чемпионат России:
- Чемпион 2013/14
- Бронзовый призёр 2018/19
- Бронзовый призёр юношеского Первенства России (3)
- Победитель Первенства дублёров Суперлиги Центрального региона РФ: 2012/13
- Победитель студенческого Чемпионата мира: 2014